# 桃園川
桃園川（ももぞのがわ）は、東京都杉並区および中野区を流れる河川。全区間暗渠化されている。中野区内では「中野川」とも呼ばれる。

## 地理
東京都杉並区、現在は荻窪駅の北にあたる天沼弁天池公園付近より東へ 1.5km ほど流れ、阿佐ケ谷駅の北、中杉通りを越えたあたりから周囲より谷を深くして南下。杉並区立けやき公園のところで中央線を南東にくぐってからは桃園川緑道となり、そこから東南東へ転じ、環状七号線を越えたところからはほぼ大久保通りと併走する形で中野区を東へ横断する。東中野駅南側にある末広橋付近で中野区と新宿区の境界を流れる神田川に合流する。
現在の暗渠は桃園川幹線という下水道となっている。神田川への開口部は桃園川汚水幹線からの分水であり、本来の川の水とは言い難い。

## 歴史
桃園川の水源は、天沼弁天池公園にかつてあった、天沼弁天社内の湧水で生じた弁天池（弁天沼・天沼・瓢箪池。約300坪）である。弁財天祠が祀ってある池で、「天沼」の地名の由来といわれている。一帯は天沼八幡神社の社地であり、池のほとりに「天沼池畔亭」という料亭があった。
地形から見える桃園川が刻む上流の河谷はそれほど深くなく、昔から湧水量は少なかったと考えられる。江戸時代の1707年(宝永4年)に通された千川上水からの六ケ村分水が、現在の青梅街道の四面道交差点の東（北緯35度42分21秒 東経139度37分09秒 / 北緯35.705884度 東経139.619193度）付近（現在、遊歩道入口がある）から桃園川に通水されていた。
湧水は1955年（昭和30年）頃までは確認されている。神田川周辺は戦後宅地化が急速に進んだため大雨などでたびたび洪水となり、1961年（昭和36年）に東京の都市部の河川について下水道化が答申された。桃園川も昭和40年代までにすべて暗渠化された。
1975年（昭和50年）に天沼八幡神社が改築される際、弁財天を八幡神社境内に移設した上で、社地は西武鉄道に売却された。湧水は埋め立てられ、「ゴルフ研修所」と称して当時西武鉄道会長であった堤義明と関係女性宅が建った。その後会社の株式上場廃止に伴って2004年に杉並区に売却され、2007年(平成19年)に区立の天沼弁天池公園として整備された。この公園内にある池はこのときの公園造成で造られた人造池であり、本来の池とは異なり湧水はない。

## 橋梁
暗渠化に合わせ整備されたもの。
- 西田橋
- 竹橋
- 鳥見橋
- 宮園橋
- 公園橋
- 桃園橋
- 橋場橋
- 北畑橋
- 上宮橋
- 御伊勢橋
- 箱堰橋
- 上町橋
- 三味線橋
- 北裏橋
- 仲園橋
- 慈眼堂橋 - 慈眼寺に由来。
- 金渓橋
- 金剛橋
- 宝仙橋 - 宝仙寺に由来。
- 宮前橋
- 東雲橋
- 塔ノ下橋
- 宮下橋
- 立田橋
- 戸井橋
- 睦橋
- 小淀橋
- 田替橋
- 末広橋 - かつては神田川と桃園川に架かる橋だったが、現在は神田川のみに架かる。

## ギャラリー

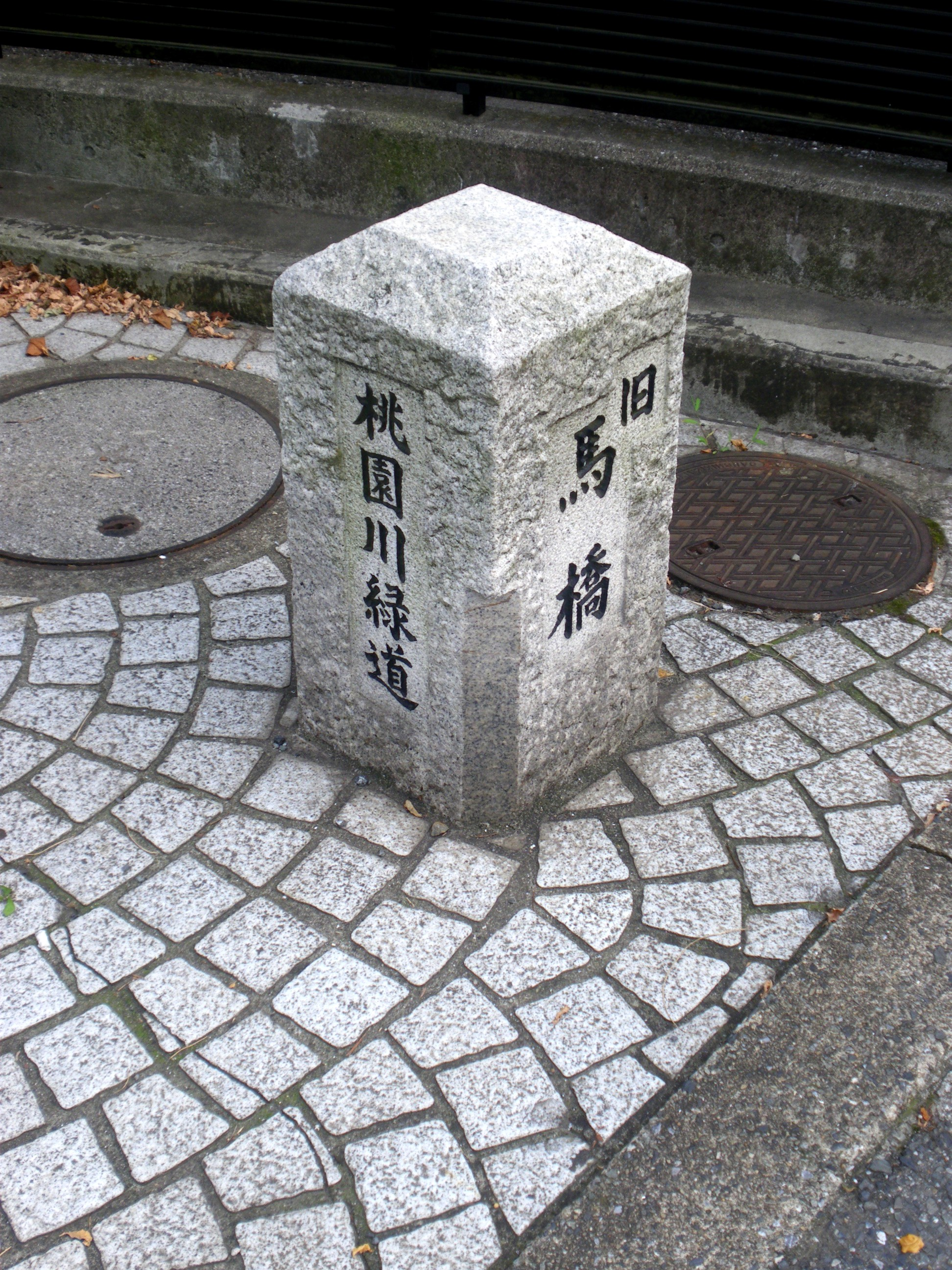
馬橋跡
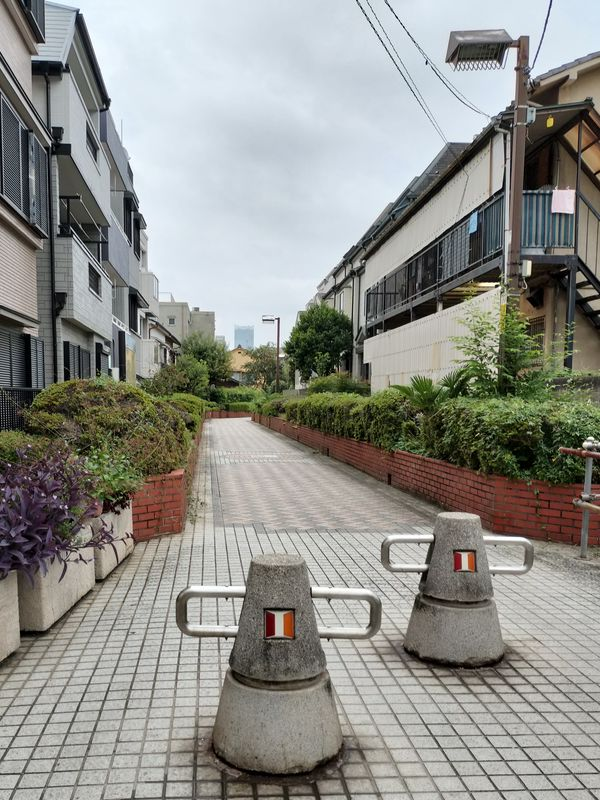
慈眼堂橋から東側を見る。遠方の高層ビルは東急歌舞伎町タワー。
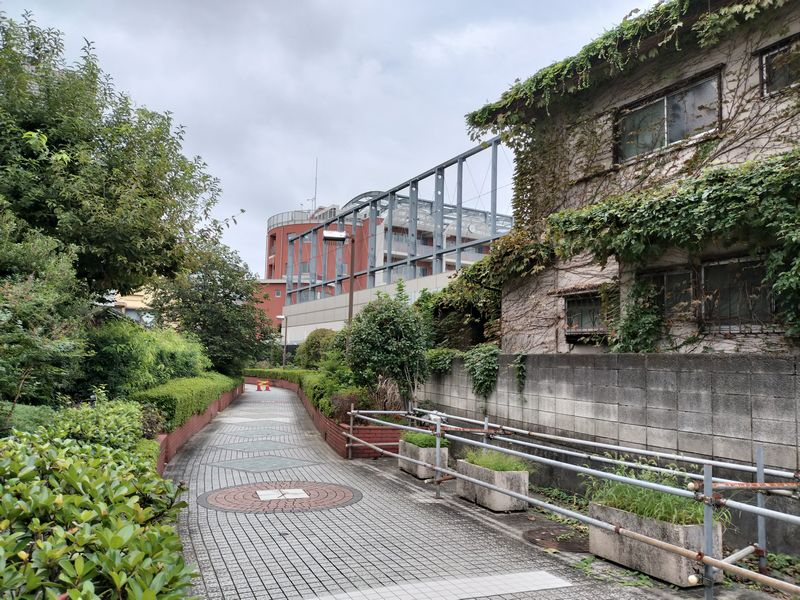
慈眼堂橋から東に進む。奥は堀越高校。
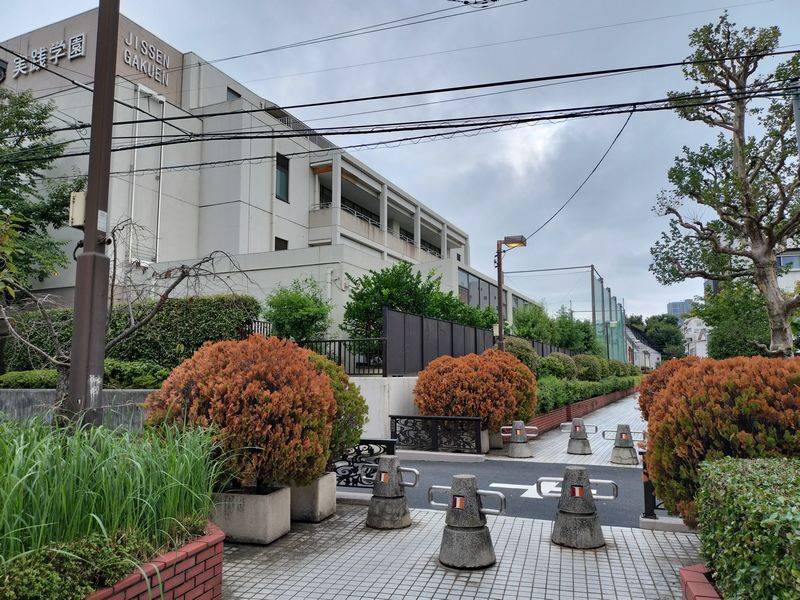
宝仙橋。実践学園がそばにある（宝仙学園も近い）
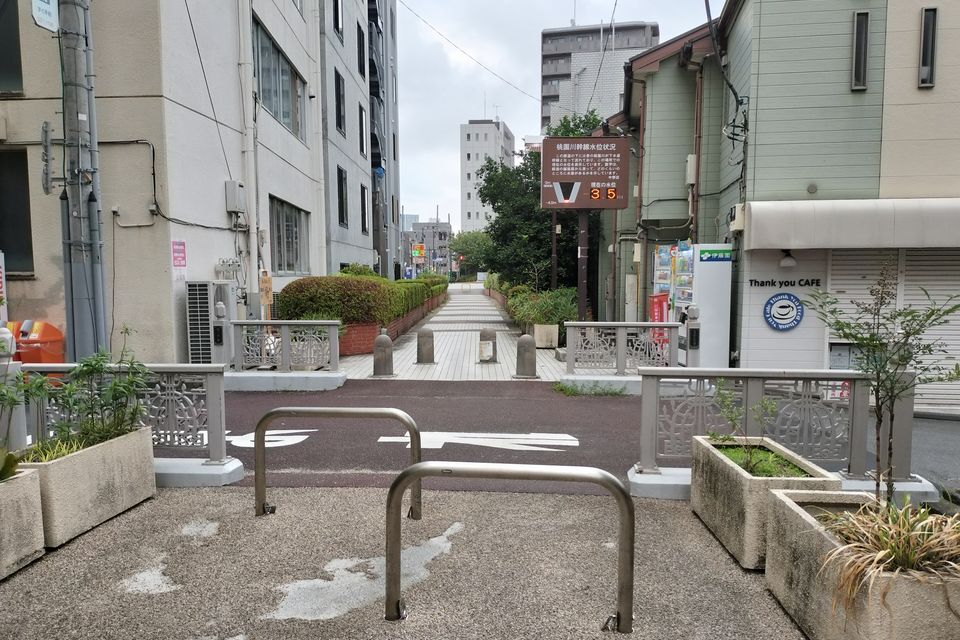
塔ノ下橋。その先に山手通りの宮下交差点。
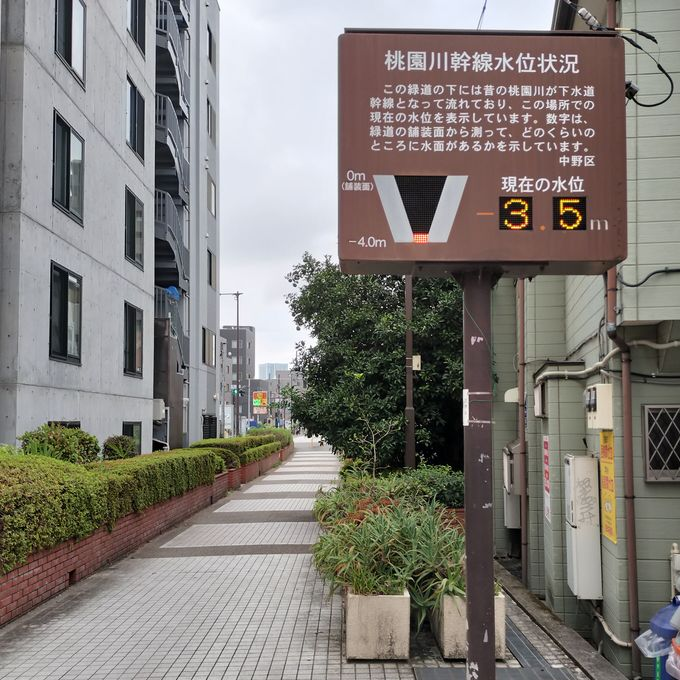
下水道の水位を表示している。
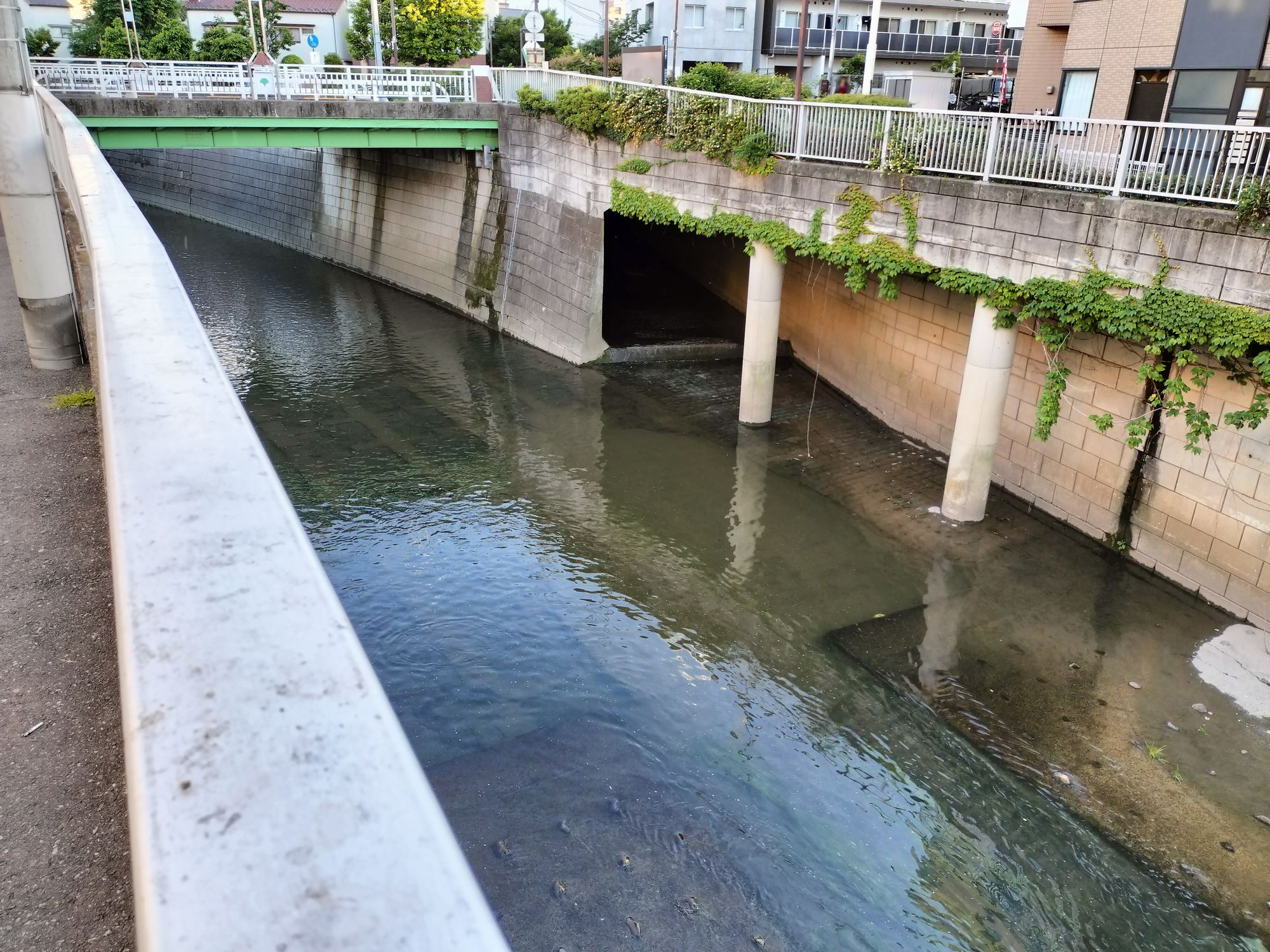
神田川との合流点。奥に末広橋。